# Caenophidia
— non classé —
Le clade des Caenophidia contient la plupart des serpents à l’exclusion des pythons et des boas, et notamment la quasi-totalité des serpents venimeux. Il contient entre autres les couleuvres (Colubridés), les vipères et les crotales (Vipéridés), les cobras (Élapidés), et des serpents marins tels que les tricots rayés.

## Classification phylogénétique desCaenophidia
Caenophidia
- Acrochordidae
- Colubroides
  - Xenodermatidae
  - Colubriformes
    - Pareatidae
    - Endoglyptodonta
      - Viperidae
      - Homalopsidae
      - Elapoidea
        - Psammophiidae
        - Elapidae
        - Atractaspididae
        - Lamprophiidae

      - Colubroidea
        - Calamariidae
        - Colubridae
        - Pseudoxenodontidae
        - Natricidae
        - Dipsadidae
          - Dipsadinae
          - Carphophiinae
          - Xenodontinae